# NGC 3633
NGC 3633 is een spiraalvormig sterrenstelsel in het sterrenbeeld Leeuw. Het hemelobject werd op 23 maart 1887 ontdekt door de Amerikaanse astronoom Lewis A. Swift.

## Synoniemen
- UGC 6351
- MCG 1-29-32
- ZWG 39.126
- IRAS 11178+0351
- PGC 34711